# يان بويي
يان بويي (بالدنماركية: Jan Boye)‏ هو سياسي وطبيب ولاعب كرة يد دنماركي، ولد في 19 يناير 1962 في آرهوس في الدنمارك، وتوفي في 22 أكتوبر 2011 في أودنسه في الدنمارك بسبب مرض.